# Cantonul Le Grand-Lemps
Cantonul Le Grand-Lemps este un canton din arondismentul La Tour-du-Pin, departamentul Isère, regiunea Rhône-Alpes, Franța.

## Comune
- Apprieu
- Belmont
- Bévenais
- Biol
- Bizonnes
- Burcin
- Châbons
- Colombe
- Eydoche
- Flachères
- Le Grand-Lemps (reședință)
- Longechenal
- Saint-Didier-de-Bizonnes